# 李福盛
李福盛（1923年10月—2016年2月9日），男，陕西米脂人，中华人民共和国政治人物，曾任中共甘肃省委组织部副部长，中共甘肃省委政法委书记，甘肃省人大常委会副主任。